# Султан ібн Салман Аль Сауд
Принц Султан ібн Салман ібн Абдель Азіз Аль Сауд (араб. سلطان بن سلمان بن عبد العزيز آل سعود, 27 червня 1956, Ер-Ріяд, Саудівська Аравія) — саудівський військовий льотчик, астронавт, громадський та політичний діяч. Перший представник арабського світу, перший мусульманин, перший громадянин Саудівської Аравії, перший член королівського дому, що побував у космосі.

## Походження
Принц Султан — член саудівської королівської династії Аль Сауд, син короля Салмана й онук засновника королівства Саудівська Аравія — короля Абдель Азіза Ібн Сауда. Таким чином, принц Султан доводиться племінником п'яти саудівським королям (Сауду, Фейсалу, Халіду, Фахд та Абдаллі Аль Сауда).

## Освіта
- Закінчив середню школу в Ер-Ріяді.
- Отримав ступінь магістра політичних наук в Університеті Сіракуз у США.

## Біографія
У 1982 призначений дослідником у відділі міжнародних відносин Міністерства інформації Саудівської Аравії. Займався питаннями використання штучних супутників для надходження інформації з них до Саудівської Аравії і з неї.
В 1984 був заступником керівника саудівської делегації на Олімпіаді в Лос-Анджелесі. Того ж року його призначили виконавчим директором створеного в Міністерстві інформації Саудівської Аравії відділу реклами. Займався питаннями розвитку комерційного телевізійного мовлення в Саудівській Аравії.
З 17 по 26 червня 1985 брав участь у космічному польоті космічного корабля «Діскавері» за програмою місії STS-51-G як фахівець з корисного навантаження. Він представляв арабську космічну організацію Arabsat і відповідав за запуск супутника Arabsat-1B. Тривалість польоту становила 7 діб 1:00 38 хвилин 52 секунди. Того ж року отримав звання підполковника ВПС і кваліфікацію пілота деяких військових та цивільних літаків.
У 1989 (а потім в 1992-му) його обрали головою правління саудівської благодійної асоціації дітей-інвалідів, очолював Раду піклувальників соціально-дослідного Центру еміра Салмана з проблем інвалідів.
У 1991 обраний почесним головою Саудівського Комп'ютерного суспільства. В 1993 році став почесним головою Асоціації аль-Умран, спільноти фахівців архітектури та житлового будівництва. У квітні 2000 року очолив новостворене міністерство (Вищу комісію) у справах туризму.

### Військове звання
- Полковник ВПС Саудівської Аравії у відставці.

## Льотна кваліфікація
Має сертифікат пілота цивільної авіації США (1976), кваліфікацію льотчика реактивної авіації.